# Robert Limpert
 (août 2023).
Robert Limpert (né le 15 juillet 1925 à Ansbach, mort le 18 avril 1945 dans la même ville) est un résistant allemand au nazisme. Il fut exécuté dans les derniers jours de la Seconde Guerre mondiale pour avoir coupé les lignes téléphoniques d'un poste de commandement abandonné de la Wehrmacht à Ansbach.

## Biographie
Le père de Robert Limpert est inspecteur de la Deutsche Reichsbahn, puis est agent administratif auprès de l'administrateur du Landrat d'Ansbach. Un oncle est d'abord aumônier de la cathédrale de Bamberg, puis curé dans le Haut-Palatinat. Robert Limpert est élevé strictement dans le catholicisme par ses parents dans la ville majoritairement protestante d'Ansbach. Limpert porte des lunettes et est en surpoids, peut-être à cause d'une maladie cardiaque précoce.
Limpert est élève de l'école primaire d'Ansbach pendant quatre ans, puis au Gymnasium Carolinum. Il réalise de bonnes à très bonnes performances et est parfois premier de sa classe. Il est dispensé d'éducation physique en raison d'une maladie cardiaque. En 1943, Robert Limpert et son ami Wolfgang Hammer sont soupçonnés d'avoir endommagé des rideaux occultants et d'avoir affiché des affiches critiques à l'égard du régime nazi lors de la garde de nuit au lycée, effectuée en raison des raids aériens alliés. En fait, pour Limpert, le nazisme est incompatible avec sa foi. Limpert et Hammer, ainsi que d'autres élèves de la classe, cachent un microphone dans la salle où les enseignants discutent des sanctions à infliger aux contrevenants présumés. Les élèves sont bientôt arrêtés et Hammer et Limpert expulsés de l'école. Mais selon Hammer, le directeur et son adjoint aidèrent les deux étudiants à trouver une place dans un Gymnasium d'Erlangen. Limpert obtient l'abitur : il a un A en latin, en grec et en allemand et un B dans toutes les autres matières, à l'exception des mathématiques (une note de 2).
En raison de problèmes cardiaques, Limpert n'est pas enrôlé dans le service militaire. Malgré un talent linguistique (il parle latin, grec, anglais, français et italien, ainsi qu'un peu d'arabe, de persan moderne et de turc) il ne peut commencer des études de langues orientales à Vienne ou dans les villes universitaires allemandes, ni à Fribourg en Suisse. C'est pourquoi il devient auditeur libre à l'université de Wurtzbourg au semestre d'hiver 1944-1945.
Limpert rédige son testament le 8 février 1945, conscient que ses opinions politiques mettent constamment sa vie en danger, mais aussi sous l'impression de sa grave maladie cardiaque. Il y écrit sa devise « Pietas, Caritas, Castitas ». Il rédige aussi sa nécrologie à cette époque.
Alors qu'il est enrôlé dans le service militaire en mars 1945, il est victime d'une grave crise cardiaque lors du bombardement de Wurtzbourg le 16 mars 1945 et est ensuite de nouveau mis hors service. Après le bombardement, Limpert retourne à Ansbach. Il ne cache pas qu'il est contre la guerre ; à son avis, défendre Ansbach contre la supériorité américaine est inutile, car les Alliés ont manifestement surmonté des obstacles bien plus importants au cours de l'invasion. Le 22 février 1945, le quartier de la gare d'Ansbach est durement touché par les bombardements alliés. Alors que les troupes américaines approchent de la ville depuis Ochsenfurt, les cours martiales prononcent des condamnations à mort contre des personnes qui veulent éviter de nouvelles victimes insensées. Limpert distribue la nuit des tracts appelant à la remise de la ville sans combat.
Le 18 avril, les troupes américaines se trouvent à quelques kilomètres d'Ansbach ; seules des unités isolées de la Wehrmacht restent sur place pour se défendre. Sans savoir que le poste de commandement du commandant s'est déplacé, Limpert utilise la pince pour couper la liaison téléphonique entre l'ancien poste de commandement et les troupes en banlieue. Il est remarqué par deux Jeunesses hitlériennes, qui le dénoncent aux adultes environnants, qui à leur tour informent la police. Limpert est arrêté au domicile de ses parents. Le commandant du combat, le colonel Ernst Meyer, condamne Limpert à mort devant une cour martiale. Limpert doit être pendu à un crochet situé sur la porte de la mairie ; il parvient à se détacher de ses gardes et à s'enfuir de quelques mètres, mais est ramené à la mairie. Le colonel Meyer passe le nœud coulant autour de son cou, mais alors que Limpert est remonté, la corde se casse. Meyer fait un nouveau nœud coulant, Limpert est de nouveau monté et meurt quelques heures avant que les troupes américaines ne prennent le contrôle de la ville vers 17 h 30 et n'enlèvent le corps. Ian Kershaw décrit ces événements en tenant compte des circonstances de l'époque.

## Postérité
Après la fin de la guerre, le colonel Ernst Meyer est condamné à 10 ans de prison pour le meurtre intentionnel d'une personne qui ne remplit ni les caractéristiques personnelles et criminelles pertinentes pour l'infraction pénale de meurtre, ni les critères d'assassinat sur demande qui réduisent la menace de sanction. Il est libéré après six ans. Sa fille Ute Althaus traite de l'acte de son père, qui n'a jamais regretté cette démarche de sa vie, dans un livre.
Pour diverses raisons, la ville d'Ansbach ne peut se résoudre à commémorer l'engagement de Robert Limpert que dans les années 1980. D'une part, persiste la rumeur que le colonel Meyer utilisera plus tard pour justifier son action : l'action de Limpert aurait empêché la retraite des unités de la Wehrmacht et les aurait ainsi condamnées à mort ; mais en fait le poste de commandement d'où provenaient les lignes téléphoniques coupées avait déjà été abandonné. D’un autre côté, trop de citoyens honorables eussent été impliqués dans cette affaire ; Limpert ne pouvait donc pas être érigé en monument.
En 1970, une plaque commémorative privée en l'honneur de Robert Limpert est placée dans la maison où il est né, Kronenstraße 6 à Ansbach. Une autre plaque se trouve dans une chapelle de l'église paroissiale Saint-Louis depuis 1985. Une pierre commémorative offerte par le mouvement pacifiste d'Ansbach pour la mairie en 1986 est érigée au cimetière forestier. Le 11 avril 1989, après un long débat, le conseil municipal d'Ansbach décide à la majorité d'une seule voix d'honorer publiquement Robert Limpert. Cela est précédé par un engagement fort d'un groupe d'élèves de l'école Luitpold d'Ansbach.
L'Église catholique allemande a inscrit Robert Limpert dans son martyrologe du XXe siècle.